# International Gold Cup 1966

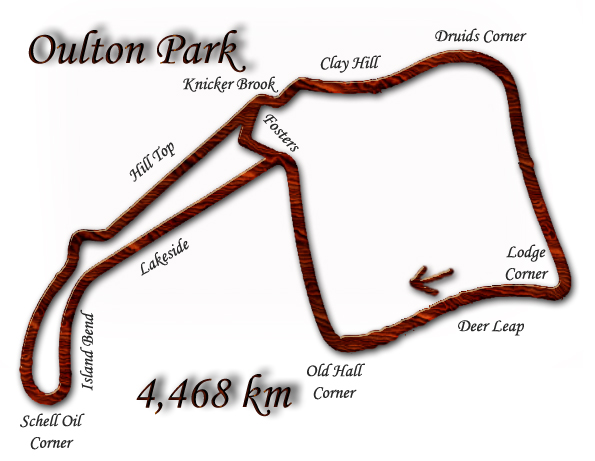
Il circuito storico di Oulton Park

L'International Gold Cup era una gara automobilistica di Formula 1 corsa tra gli anni cinquanta e settanta sul circuito inglese di Oulton Park, non valida per il campionato del mondo. 
L'edizione del 1966, in calendario tra il Gran Premio d'Italia e quello degli Stati Uniti, validi invece per il campionato mondiale di quell'anno, venne disputata il 17 settembre su 40 giri per 177,736 km e si concluse con un arrivo in volata tra le Brabham di Denny Hulme e Jack Brabham: quest'ultimo riuscì a spuntarla sul compagno e vinse la gara; al terzo posto la Lotus di Jim Clark.
Jim Clark, qualificatosi con la propria vettura dotata di motore BRM, a causa di un guasto fu costretto a partire in ultima fila con la vettura di Arundell, sempre una Lotus dotata però di motore Climax.
Curiosamente, tutti i piloti classificatisi alle spalle dei primi due australiani erano di nazionalità britannica e solo i primi cinque conclusero la gara tagliando il traguardo.

## Risultati
| Pos | No. | Pilota              | Team                        | Costruttore               | Tempo/ritiro          | Griglia |
| --- | --- | ------------------- | --------------------------- | ------------------------- | --------------------- | ------- |
| 1   | 3   | Jack Brabham        | Brabham Racing Organisation | Brabham BT20-Repco        | 1.06:14.2             | 1       |
| 2   | 4   | Denny Hulme         | Brabham Racing Organisation | Brabham BT20-Repco        | + 0.0 s               | 2       |
| 3   | 1   | Jim Clark           | Team Lotus                  | Lotus 33-Climax 2L        | + 25.2 s              | 5       |
| 4   | 15  | Innes Ireland       | Bernard White Racing        | BRM P261 V8L              | + 1:44.6 s            | 9       |
| 5   | 10  | Chris Lawrence      | J.A. Pearce Engineering     | Cooper T73-Ferrari        | 38 laps               | 8       |
| Ret | 5   | Bob Anderson        | DW Racing Enterprises       | Brabham BT11 -Climax 2,7L | sospensioni           | 6       |
| Ret | 11  | Mike Spence         | Reg Parnell (Racing)        | Lotus 25/33-BRM 2L        | Frizione              | 7       |
| Ret | 7   | Graham Hill         | Owen Racing Organisation    | BRM P83                   | Motore                | 4       |
| Ret | 8   | Jackie Stewart      | Owen Racing Organisation    | BRM P83                   | Surriscaldamento      | 3       |
| DSQ | 9   | John Campbell-Jones | John Willment Automobiles   | BRP 2-Climax 2,5L         | Perdita olio          | 10      |
| DNS | 2   | Peter Arundell      | Team Lotus                  | Lotus 33 -Climax 2L       | lascia l'auto a Clark | -       |

(Nota: .)